# 磷蝦
磷蝦是一種类似蝦的海洋無脊椎動物，生物學上屬於磷蝦目（Euphausiacea）。磷虾這種小型的甲殼亞門浮游動物是鬚鯨、蝠鱝、鯨鯊、鋸齒海豹及海豹的食物，也是一些海鳥的主要食物。是接近食物鏈最底部的關鍵物種（keystone species），不過仍不算最底部，因為牠們會進食浮游植物（phytoplankton）和一些比牠們更小的浮游動物（zooplankton）。在南冰洋的南極磷蝦可製造逾5亿公噸的生物質能，約為人類的兩倍，每年有逾一半的南極磷蝦被鯨、海豹、企鵝、魷魚和魚吃掉，而没被吃掉的那些则會再繼續繁殖下一代，以维持种群总数。大部分的磷蝦物種每天會在海面和海底之间垂直遷徙一段很長的路線，因此它们的獵食者也會跟着在夜間上海面，日間則潛至海底。
商業性磷蝦捕獲集中在南冰洋與日本周邊海域，全球捕獲量每年約15-20万公噸，其中大部分來自南冰洋的斯科舍海。磷蝦可作水產養殖和水族箱的飼料。是日本與俄羅斯人的食品，在日本又稱沖醬蝦（オキアミ）。

## 分類學
磷蝦目可分為兩個科：深海磷蝦科（Bentheuphausiidae）和磷蝦科（Euphausiidae）。深海磷蝦科中只有一個物種，即深海磷蝦（Bentheuphausia amblyops），牠們生活在1000米以下的深海中，一般認為牠們是現存的磷蝦中最原始的一個物種。磷蝦科（Euphausiidae）中有十個屬，共85個物種，其中的磷蝦屬（Euphausia）是最大的一個屬，有31個物種。
磷虾目中較有名的物種有南極磷蝦、太平洋磷蝦（Euphausia pacifica）和北方磷蝦（Meganyctiphanes norvegica），牠們是磷蝦漁業的主要捕捉對象。

## 分佈
磷蝦分佈於世界上所有的海洋中。多數物種在整個海洋裡皆有分佈，但亦有一些物種是特有種，或僅分佈於淺海帶。Thysanoëssa屬的物種分佈於大西洋及太平洋，太平洋磷蝦亦如是。北方磷蝦分佈於南至地中海的大西洋北部。
在南極，已知有Thysanoëssa屬的一個物種長臂櫻磷蝦（T. macrura）及磷蝦屬的六個物種分佈在那裡。南極磷蝦（Euphausia superba）一般生活在水深不多於100米的海洋中，反之，冰磷蝦（Ice krill，學名Euphausia crystallorophias）現時的最高記錄為水深4,000米，但一般都是生活在水深300到600米的海洋中。其他分佈於南冰洋的物種有「E. frigida」、「E. longirostris」、「E. triacantha」和「E. vallentini」。在臺灣西南海域共發現5屬33種，其中Euphausia tenera（佔所有磷蝦類的15％）、Thysanopoda tricuspidata（11%）、Stylocheiron carinatum（9%）及Nematoscelis atlantica（8%）為主要優勢種，平均豐度介於8-15 ind./100m3之間，且出現率均在60％以上；其中E. tenera以沿岸之數量較豐，而S. carinatum則在　近海較多。。

## 解剖學與形態學

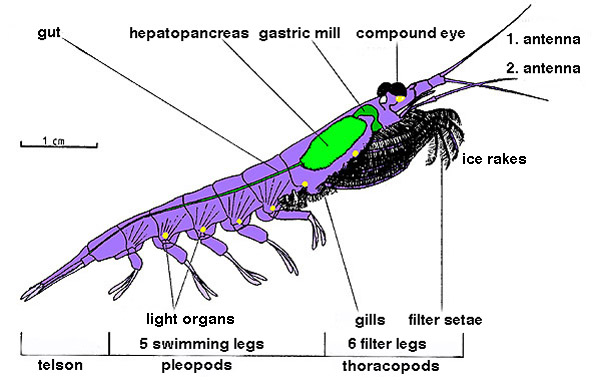
磷蝦身體結構之解剖圖，圖為一隻南極磷蝦

磷蝦是甲殼亞門动物，有甲殼素的外骨骼，可分為三個部位：頭部（cephalon）、胸部及腹部。首兩個部分共為頭胸部（cephalothorax）。大部分的磷蝦的外骨骼均是透明的。磷蝦有複雜的複眼；一些磷蝦可以用變色來適應不同環境的光線。牠們有兩條觸角和一些在胸部的腳，稱為胸肢（thoracopod）或胸足（pereiopod）（其以此為名是因為這些足大多是在胸部的下面；不同的屬和物種均會有不同數目的胸肢）。所有磷蝦均有五雙游泳的足称为腹肢（pleopod）或「游泳足」（swimmerets），與一般的淡水龍蝦很相似。成年的磷蝦大多長約1至2厘米，而一些磷蝦的物種可長達6至15厘米。磷蝦可被輕易從其他甲壳亚门動物中區別出來，像是用外部突出的鰓來區別磷蝦與真蝦就是一個好例子。

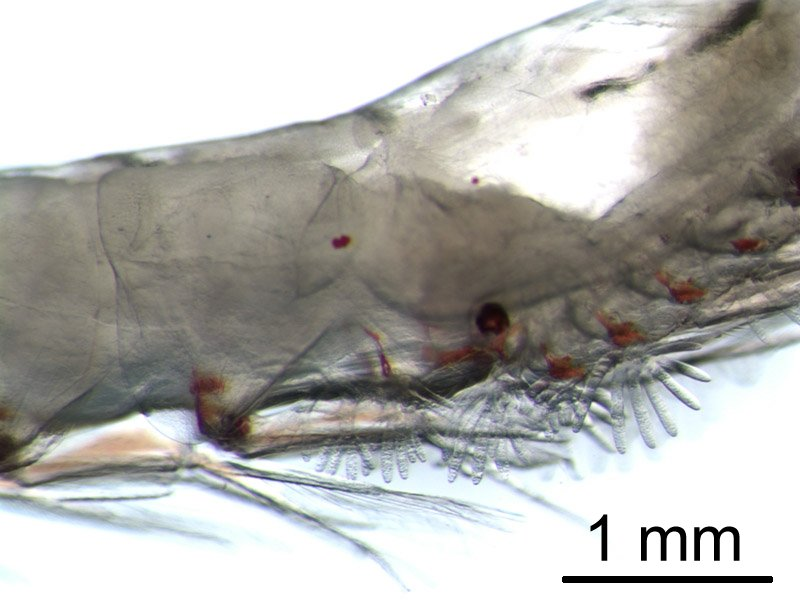
磷蝦的鰓極為突出。

很多磷蝦都是使用濾食（filter-feeding）的：牠們會用胸肢來把食物從海水中過濾出來。這種過濾方法對那些以浮游植物為主要食物的磷蝦來說是很適合的，特別是在進食單細胞的藻類矽藻（diatoms）時。但是，大部分的人都一致認為大部分磷蝦都是雜食性，而小部分為肉食性，會捕捉小型的浮游動物和幼魚。
除了深海磷蝦外，其他所有的磷蝦均會發光（Bioluminescence），牠們有一個稱為發光器的器官，可以發出光來。牠們的光線是通過酶促化學發光（chemiluminescence）反應造成的，其中的螢光素（luciferin）（顏料的一種）就是由熒光素酶（Luciferase）活化的。一些研究指出很多磷蝦的螢光素是一種熒光的四吡咯（tetrapyrrole），跟溝鞭藻類（Dinoflagellate）螢光素相似，但不是全然相同，磷蝦自己本身並不能生產物質，但牠們卻可從含有溝鞭藻類的食物中吸取得到這種物質。磷蝦的發光器官是一個複雜的器官，可以聚焦光線，亦可由肌肉轉動。這種器官精確的運作人類仍未能清楚了解；牠們很可能有交配的動機，可能是社交互動的方式之一。一些研究員認為磷蝦可能是用熒光來作偽裝的用途，用光線來令牠們的影子變得明亮如周圍的環境，令位處其下方的捕獵者更難注意得到牠們。

## 行為

### 群行行為

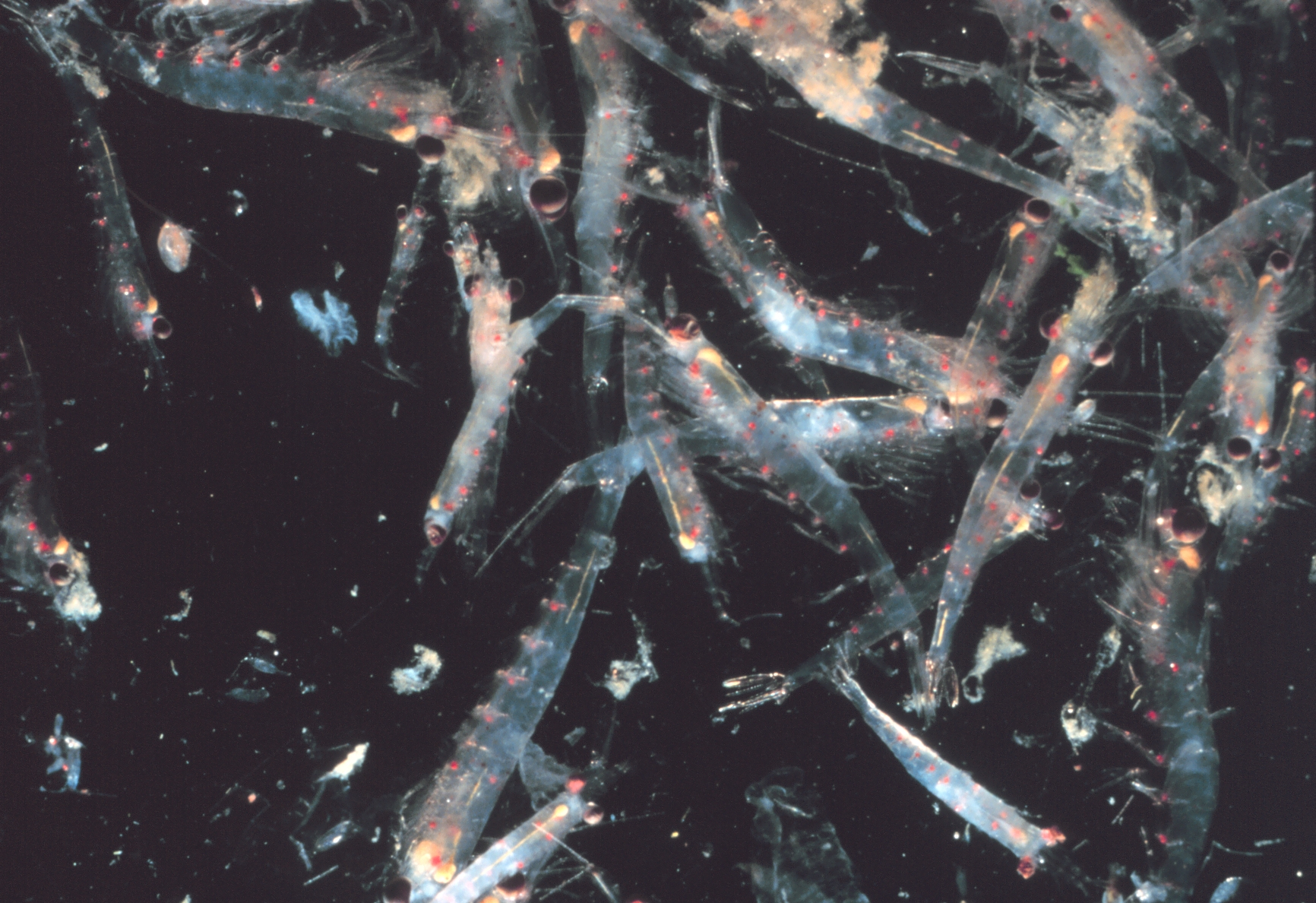
一個磷蝦群

大部分的磷蝦均為群行動物，磷蝦群的大小及密度因地區和物種的不同而有所分別。南極磷蝦就曾有過多達每立方米的水有10,000到30,000個個體的族群的記錄。群行是一種防禦的方式，讓捕獵者選出一個族群中的個體，這就能減低自己被獵的機會。

### 垂直遷移

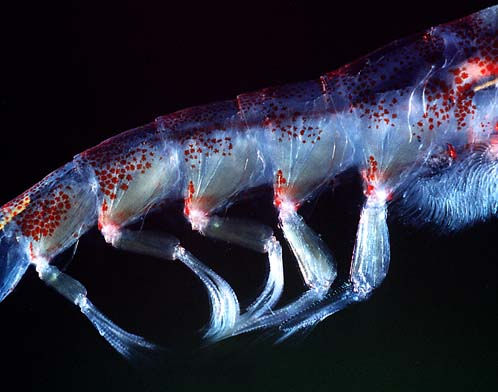
正在舞動腹肢的南極磷蝦。

磷蝦一般都有晝夜垂直遷移的行為。牠們在日間會下潛到較深的水底，而在夜間會上浮至近水面的淺水區。在牠們下潛到較深的水底時，牠們的活動會減少，似乎是为了減少遭到捕獵的機會及保存更多的能量。一些磷蝦（如南極磷蝦、E. pacifica、E. hanseni、Pseudeuphausia latifrons或Thysanoessa spinifera）的族群亦會在日間在水面覓食和繁殖，但是這樣做會更危險，因為這令牠們很容易受到捕獵者的攻擊。
臺灣西南海域除了N. atlantica外，其餘三種都有明顯的日週性垂直遷移的現象。就整體來看，磷蝦類幼體的豐度較成體為高，主要分布於夜間表層，而成體則主要分布於50公尺以深的水層。在水平分布方面，近海的數量大於沿岸，其中又以台灣淺灘湧升流附近之海域數量較豐。

### 逃避反應
一個高密度的族群會引起一些捕獵者如魚或鳥等的捕獵，尤其是在水面附近的地方，而在那裡磷蝦是很難可以逃脫的。在受到騷擾時，族群的一些個體會立即蜕皮（ecdysis），遺下蛻（exuvia），作為一個圈套，分散捕獵者的注意力。
磷蝦一般可每秒游數公分，前進時是用游泳足作推動力。在有危險時，牠們會作出逃避反應，稱為蝦類逃避反應（caridoid escape reaction），是指輕彈起牠們的尾節（telson）和尾肢（uropod），向後快速移動，大型的磷蝦如南極磷蝦等可達每秒鐘往後移動自己身體的10到27倍，即約為秒速0.8米。很多研究員據其游泳的方式把成年磷蝦分類為游泳生物（nekton），即可以自行作出運動的個體。幼磷蝦一般都被當做是浮游動物。

## 生態學與生活史

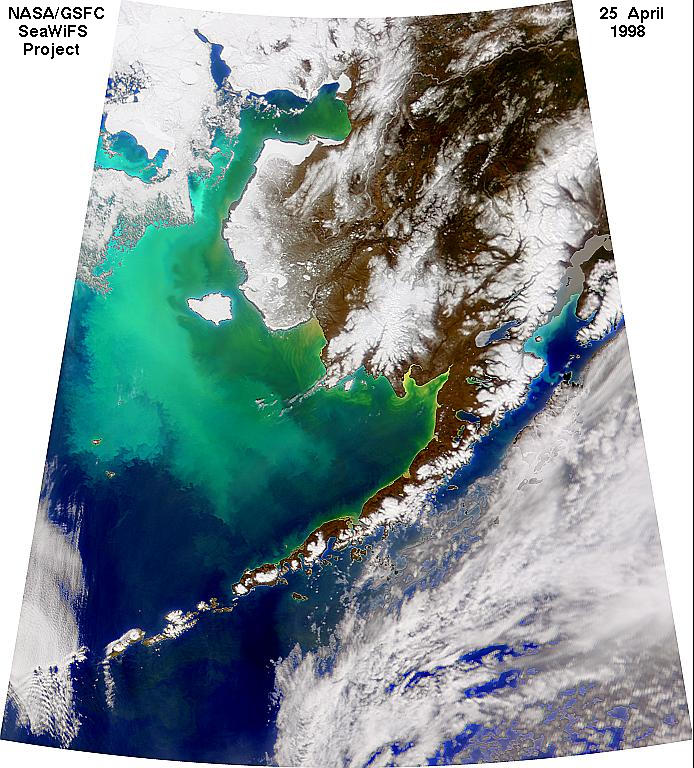
1998年美國國家航空暨太空總署水色儀（SeaWiFS）衛星拍下於白令海的浮游植物。

磷蝦是食物鏈中一個很重要的元素。南極磷蝦直接進食浮游植物，然後把初級生產能量轉換為較大動物可吸收的形式，這些較大的動物並不會直接進食浮游植物，而會進食磷蝦，從而獲得那些能量。一些像北方磷蝦這樣的磷蝦物種所進食的食物均為較小的生物，牠們一般是捕食橈足動物（copepod）和較大的浮游動物。很多其他動物都是進食磷蝦的，小至魚或企鵝，大至海豹或甚至鬚鯨。
生態系統被擾亂導致磷蝦的數目減少，有極為深遠的影響。在磷蝦的數目減少後，繼而影響其他生物：水薙鳥（shearwater）數目減少，一些人甚至認為這是後來鮭魚沒有回到西阿拉斯加的河流的原因。
除了捕獵者及食物數量外，還有其他因素影響到磷蝦的數量。一些單細胞的纖毛蟲（ciliate）可以在不同種類的磷蝦的身上發現，折騰著牠們，能大大影響牠們的數量。據指這些生物可在白令海的「Thysanoessa inermis」身上找到，但亦會在北美洲太平洋海岸以外的地區的「E. pacifica」、「Thysanoessa spinifera」和「T. gregaria」身上找得到。一些體外寄生生物（ectoparasite）亦折磨著磷蝦（蝦和糠蝦目也是）；其中一種這些寄生生物是「Oculophryxus bicaulis」，可在「Stylocheiron affine」和「S. longicorne」兩種磷蝦的身上找到。這些寄生生物依附在磷蝦的眼柄，並從牠們的頭部吸收血液；相信這些寄生生物能阻止磷蝦控制生殖。

### 生活史

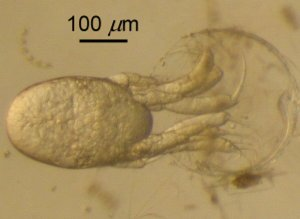
太平洋磷蝦的無節幼蟲（Nauplius）從卵中出來。

磷蝦的生活史一直是很多人研究的主題。人們會用很多不同的磷蝦種類來作研究，這樣可以令牠們的關係更明暸，但是不同種的磷蝦仍然會有一些小差異。在孵化後，牠們會經歷不同的階段，有「無節幼蟲」（Nauplius）、「後無節幼蟲」（pseudometanauplius）、「短眼柄幼蟲」（calyptopsis）和「帶叉幼蟲」（furcilia）這些階段。大部分的磷蝦屬於「排放型」（broadcast spawners），而牠們的幼蟲很多都像南極磷蝦般，在孵化前一直往下沉，孵化後，開始踏入幼蟲階段，牠們就會往反方向持續上浮，直到成年，牠們也大約浮至水面了。在磷蝦幼蟲踏入後無節幼蟲階段時，牠們會迅速生長並多次脫皮，亦會因為不合身而棄掉舊外骨骼。體型較小的磷蝦幼蟲的脫皮頻率會比體型較大的更高。在後無節幼蟲的階段時，幼蟲以儲存在體內的卵黃質為營養的來源。在短眼柄幼蟲的階段時，牠們的細胞分化已能發展出口和消化系統，這時牠們開始進食浮游植物。在這時，幼蟲一定得到達光合區（photic zone），那裡是海洋的最頂一層，有很多藻類在飄揚，這時牠們體內儲存的卵黃質已耗盡，如果不進食藻類將會餓死。在帶叉幼蟲的階段，牠們開始生出游泳足，但需在下一次的脫皮後才可使用。
在帶叉幼蟲的階段後，磷蝦幼蟲的外型會逐漸和成體相似，但仍未真正成熟。在交配季節期間，雄性會把一個開放型納精囊（thelycum）放在雌性體內。雌性的卵巢可容納數千個卵，其重量超於牠們的三分之一。磷蝦在一個季節內可生出多胎。

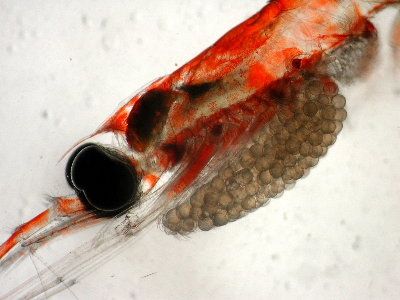
一個雌性Nematoscelis difficilis磷蝦的頭部，圖可見其體內的卵。每一個卵直徑為0.3到0.4毫米。

牠們共有兩種不同的產卵過程。「深海磷蝦屬」、「磷蝦屬」、「北方磷蝦屬」、「Thysanoessa屬」及「燧磷蝦屬」（Thysanopoda）的57種磷蝦屬於「排放型」（broadcast spawners）：雌性只在水中產下受精卵，這些受精卵一般會一直下沉到數百米並分散開。其他29種磷蝦均為「囊袋型」（sac spawners），這種種類的雌性磷蝦一直伴著那些卵，直到牠們長出胸肢時才產出來，類似卵胎生；但是亦有一些Nematoscelis difficilis種類的磷蝦會在幼體踏入無節幼蟲或後無節幼蟲的階段時就把牠們產出來。
一些在較高緯度地区居住的磷蝦物種可以生存逾六年（例如南極磷蝦）；其他的磷蝦如生活在中緯度的太平洋磷蝦則只可活兩年，亞熱帶或熱帶的磷蝦壽命還要更短，Nyctiphanes simplex種類的磷蝦通常只能活六到八個月。
當磷蝦要換掉牠們舊而不合身的外骨骼時便會脫皮。幼磷蝦的生長速度很快，因此脫皮的頻率高於成年磷蝦。不同的磷蝦物種的脫皮次數均不同，而在一個相同的磷蝦物種中，有很多其他外在的因素如緯度、水溫或食物亦能影響其脫皮次數。生存於亞熱帶地區的Nyctiphanes simplex磷蝦就有為期二至七天的蛻皮間（intermolt）：幼磷蝦平均每三天就脫皮一次，而近成年或成年磷蝦則平均每五天脫皮一次。在南極海的南極磷蝦的蛻皮間為期由九至二十八天不等，溫度在-1°C到4°C之間，而在北部海洋的北方磷蝦的蛻皮間為期亦是九至二十八天，但是溫度則是在2.5 °C到15 °C之間。在沒有足夠的食物時，南極磷蝦可以縮小自己的身體。生活在太平洋的太平洋磷蝦亦有縮小身體的行為，用以適應異常高的水溫，而一些其他生活在溫水的磷蝦亦有這樣的能力。

## 經濟

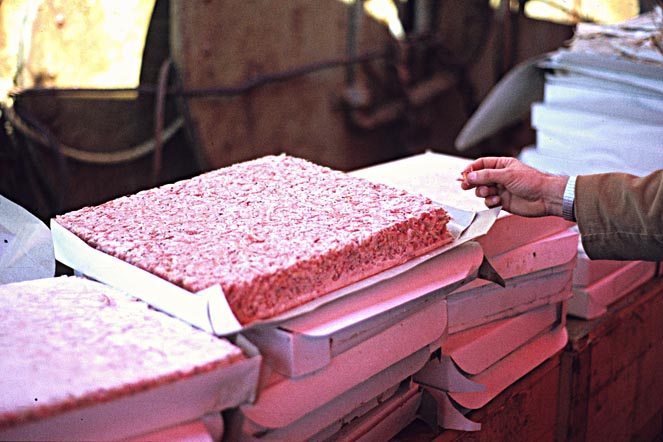
急凍的南極磷蝦塊，用作動物飼料及煮食原料

從19世紀開始，磷蝦就一直是人類和其寵物的食物資源，而日本人甚至可能在這之前更早就懂得吃磷蝦。大規模的釣魚活動只在1960年代末期及1970年代才得以發展，而現在這些活動只在南極海域及日本附近的海域才有進行。在歷史上，最大的捕磷蝦國家為日本和蘇聯，或是分裂後的俄羅斯和烏克蘭。1983年，捕獵磷蝦達到最高峰，只是南冰洋就有逾528,000公頓的磷蝦收穫。1993年，俄羅斯放棄了捕磷蝦的事業，於同年，保護南極海洋生物資源公約（Commission for the Conservation of Antarctic Marine Living Resources，CCAMLR）制定了南極磷蝦的捕撈配額限制，因為各國在南極海域大量捕撈磷蝦，會影響到那裡的鯨類的生存。今天，南極最大的捕磷蝦國家為日本，之後是南韓、烏克蘭和波蘭。每年在南極海域所捕獲的磷蝦約為100,000公噸。
在其他地區亦有一些小規模的實驗性捕撈活動，例如在英屬哥倫比亞外的海域捕捉太平洋磷蝦或在聖勞倫斯灣（Gulf of St.Lawrence）捕捉北方磷蝦、「Thysanoessa raschii」和「Thysanoessa inermis」。這些實驗性捕撈活動每年捕撈約只有一百公頓的磷蝦。
磷蝦的味道比蝦要鹹。在商業生產與販賣過程中，必須把磷蝦的殼去掉，這是因為磷蝦的外骨骼含有氟化物，而高濃度的氟化物具有毒性。進食過多的磷虾會引致腹瀉。
過度捕撈磷蝦造成南極海域的破壞，也對環境埋下隱患。

### 引用
1. ↑  Brinton, E.: The distribution of Pacific euphausiids., Bull. Scripps Inst. Oceanogr. 8(2), pp. 51 – 270; 1962.
2. ↑  Taxonomy of Euphausiacea 的存檔，存档日期2004-11-17. from ITIS.
3. ↑  .   [2007-07-06]. （原始内容存档于2007-09-29）.
4. ↑  Brueggeman, P.: Euphausia crystallorophias （页面存档备份，存于）, from the Underwater Field Guide to Ross Island & McMurdo Sound, Antarctica （页面存档备份，存于）.
5. ↑  Krill （页面存档备份，存于） at MarineBio.
6. ↑  Kirkwood, J.A.: A Guide to the Euphausiacea of the Southern Ocean. Australian National Antarctic Research Expedition; Australia Dept of Science and Technology, Antarctic Division; 1984.
7. ↑  馬振評。臺灣西南海域浮游性磷蝦類及螢蝦類之時空分佈. 1998年1月。國立中山大學碩士論文. 136頁。（中文（台灣））
8. ↑  Gaten, E.: Meganyctiphanes norvegica 的存檔，存档日期2007-09-03.; accessed 15 June 2005.
9. ↑  Shimomura, O.: The roles of the two highly unstable components F and P involved in the bioluminescence of euphausiid shrimps, Jour. Biolumin. Chemilumin. 10(2), pp. 91 – 101, 1995.
10. ↑  Dunlap J. C.; Hastings, J. W.; Shimomura, O.: Crossreactivity between the Light-Emitting Systems of Distantly Related Organisms: Novel Type of Light-Emitting Compound （页面存档备份，存于）, Proc. Natl. Acad. Sci. USA, 77(3), pp. 1394&nbasp;– 1397, March 1980.
11. ↑  Herring, P. J.; Widder, E. A.: Bioluminescence in Plankton and Nekton Archive.today的存檔，存档日期2012-08-02; in Steele, J. H., Thorpe, S. A.; Turekian, K. K. (eds.): Encyclopedia of Ocean Science, Vol. 1, pp. 308 – 317. Academic Press, San Diego, 2001.
12. ↑  Kils, U.: Swimming behavior, Swimming Performance and Energy Balance of Antarctic Krill Euphausia superba. 的存檔，存档日期2008-12-11. BIOMASS Scientific Series 3, BIOMASS Research Series, 1–122; 1982.
13. ↑  Jaffe, J.S.; Ohmann, M. D.; De Robertis, A.: Sonar estimates of daytime activity levels of Euphausia pacifica in Saanich Inlet 的存檔，存档日期2007-09-27., Can. J. Fish. Aquat. Sci. 56, pp. 2000 – 2010; 1999.
14. ↑  馬振評. 臺灣西南海域浮游性磷蝦類及螢蝦類之時空分布. 1998年1月. 國立中山大學碩士論文. 136頁.（中文（台灣））
15. ↑  Howard, D.: Krill in Cordell Bank National Marine Sanctuary （页面存档备份，存于）, NOAA. Last accessed 2005-06-15.
16. ↑  Ignatyev, S. M.: Functional-Morphological Adaptations of the Krill to Active Swimming 的存檔，存档日期2007-10-07., Poster on the 2nd International Symposium on Krill, Santa Cruz, California, USA; 1999-08-23~08-27.
17. ↑  Kils, U.; Marshall, P.: Der Krill, wie er schwimmt und frisst - neue Einsichten mit neuen Methoden 的存檔，存档日期2007-10-14. ("The Antarctic krill - feeding and swimming performances - new insights with new methods"). In Hempel, I.; Hempel, G.: Biologie der Polarmeere - Erlebnisse und Ergebnisse (Biology of the polar oceans) Fischer 1995; pp. 201–210. ISBN 3-334-60950-2.
18. ↑  .   [2016-05-18]. （原始内容存档于2016-09-13）.
19. ↑  遠見雜誌. . TechNews 科技新報.   [2019-07-02]. （原始内容存档于2019-07-01） （中文（臺灣））.

## 延伸閱讀
- Boden, Brian P.; Johnson, Martin W.; Brinton, Edward: Euphausiacea (Crustacea) of the North Pacific. （页面存档备份，存于） Bulletin of the Scripps Institution of Oceanography. Volume 6 Number 8, 1955.
- Brinton, Edward: The distribution of Pacific euphausiids （页面存档备份，存于）. Bulletin of the Scripps Institution of Oceanography, Volume 8, no. 2, pages 51–269. 1962.
- Brinton, Edward: Euphausiids of Southeast Asian waters. （页面存档备份，存于） Naga Report volume 4, part 5. La Jolla : University of California, Scripps Institution of Oceanography, 1975.
- Conway, D. V. P.; White, R. G.; Hugues-Dit-Ciles, J.; Galienne, C. P.; Robins, D. B.: Guide to the coastal and surface zooplankton of the South-Western Indian Ocean, Order Euphausiacea, Occasional Publication of the Marine Biological Association of the United Kingdom No. 15,  Plymouth, UK, 2003.
- Everson, I. (ed.): Krill: biology, ecology and fisheries. Oxford, Blackwell Science; 2000. ISBN 0-632-05565-0.
- Mauchline, J.: Euphausiacea: Adults, Conseil International pour l'Exploration de la Mer, 1971. Identification sheets for adult krill with many line drawings. PDF file, 2 Mb.
- Mauchline, J.: Euphausiacea: Larvae, Conseil International pour l'Exploration de la Mer, 1971. Identification sheets for larval stages of krill with many line drawings. PDF file, 3 Mb.
- Tett, P.: The biology of Euphausiids, lecture notes from a 2003 course in Marine Biology from Napier University. Last accessed 2005-17-18.
- Tett, P.: Bioluminescence, lecture notes from the 1999/2000 edition of that same course. Last accessed 2005-07-18.

## 外部連結
- 維基物種上的相關：磷蝦